# Orchomenella obtusa
Orchomenella obtusa is een vlokreeftensoort uit de familie van de Lysianassidae. De wetenschappelijke naam van de soort werd in 1891 voor het eerst geldig gepubliceerd door Georg Ossian Sars.